# امپراتور جینگ هان
امپراتور جینگ از دودمان هان (۱۸۸ ق. م – ۹ مارس ۱۴۱ ق. م) که با نام لیو چی متولد شد، ششمین امپراتور سلسله هان بود و از سال ۱۵۷ تا ۱۴۱ ق. م حکومت کرد. دوران سلطنت او با تلاش‌هایی برای محدود کردن قدرت پادشاهان و شاهزادگان فئودال همراه بود، که در نتیجه آن شورش هفت ایالت در سال ۱۵۴ ق. م رخ داد. امپراتور جینگ توانست این شورش را سرکوب کند و از آن پس شاهزادگان از حق انتصاب وزرا در قلمروهای خود محروم شدند. این اقدام به تحکیم قدرت مرکزی کمک کرد و راه را برای دوره طولانی سلطنت پسرش، امپراتور وو از هان، هموار کرد.
امپراتور جینگ شخصیتی پیچیده داشت. او سیاست‌های پدرش، امپراتور ون، در عدم مداخله عمومی در امور مردم را ادامه داد، مالیات‌ها و دیگر بارهای اقتصادی را کاهش داد، و بر صرفه‌جویی دولت تأکید کرد. او همچنین سیاست کاهش مجازات‌های کیفری پدرش را تقویت کرد و گسترش داد. حکومت ملایم او بر مردم به تأثیرات تائویی مادرش، امپراتریس دو، برمی‌گشت. با این حال، در دوران حکومتش، او ژو یافو را دستگیر و زندانی کرد و به‌طور کلی نسبت به همسرش، امپراتریس بو، بی‌وفا و ناسپاس بود. این دوگانگی در شخصیت و سیاست‌های جینگ نشان‌دهنده ترکیب تأثیرات مختلف در حکومت او بود.
امپراتور جینگ آخرین امپراتور دودمان هان بود که جد مشترک تمامی امپراتوران بعدی محسوب می‌شد. تمام امپراتوران بعدی هان غربی از نوادگان پسرش امپراتور وو بودند، در حالی که تمام امپراتوران هان شرقی از نسل پسر ششم او، لیو فا، شاهزاده دینگ از چانگشا، به‌شمار می‌رفتند.

## سالهای نخستین و دوران شاهزادگی
امپراتور جینگ، با نام اصلی لیو چی، در سال ۱۸۸ پیش از میلاد به دنیا آمد. او پسر امپراتور ون، شاهزاده وقت دای، و همسر مورد علاقه‌اش، کُنسرت دو، بود. لیو چی پسر ارشد پدرش بود. پس از اینکه پدرش در نوامبر ۱۸۰ پیش از میلاد به امپراتوری رسید، لیو چی در فوریه یا مارس ۱۷۹ پیش از میلاد به عنوان ولیعهد منصوب شد و دو ماه بعد، مادرش به مقام امپراتریسی رسید.
در دوران کودکی، ولیعهد لیو چی به خاطر دلسوزی و مهربانی‌اش ستایش می‌شد. او به شدت تحت تأثیر مادرش، امپراتریس دو، قرار داشت که به آموزه‌های تائوئیسم علاقه‌مند بود و از فرزندان و نوه‌هایش می‌خواست که این آموزه‌ها را مطالعه کنند. لیو چی همچنین با خواهر بزرگترش پرنسس لیو پیائو و برادر کوچکترش لیو وو، که هر دو نیز فرزندان امپراتریس دو بودند، پیوند عمیقی داشت.
با گذر زمان، شاهزاده چی، به رسم مرسوم، خانه و دربار خود را تأسیس کرد. یکی از اعضای مهم درباری او، چائو کوئو (晁錯)، بود که به خاطر هوش و کارایی بی‌رحمانه و همچنین استعداد در سخنوری معروف بود و به یکی از مشاوران مورد اعتماد شاهزاده چی تبدیل شد. با این حال، لیو چی به داشتن یک سبک زندگی لذت‌گرایانه معروف بود، به طوری که امپراتور ون یک بار به فکر برکناری او از مقام ولیعهد و جایگزینی برادر کوچکترش، لیو وو، شاهزاده لیانگ، افتاد. اما به دلیل مخالفت‌های بسیاری از مقامات این تصمیم را رها کرد.
در ژوئیه ۱۵۷ پیش از میلاد، امپراتور ون درگذشت و شاهزاده چی به عنوان امپراتور تاج‌گذاری کرد. مطابق با وصیت‌نامه امپراتور ون، دوره عزاداری کوتاه شد. امپراتریس بیوه بو، مادربزرگ امپراتور جینگ، به امپراتریس بزرگ بیوه تبدیل شد و امپراتریس دو، مادر امپراتور جینگ، به عنوان امپراتریس بیوه شناخته شد. همسر شاهزاده چی، ولیعهد بئو، که از خاندان مادربزرگش بود، به مقام امپراتریس رسید.

## سالهای نخستین سلطنت
زمانی که او امپراتور شد، برخلاف نظر بسیاری از مقامات که فکر می‌کردند امپراتور جینگ مانند جی، ژو و یو یک رهبر بد خواهد بود و با خطر فروپاشی سلسله هان مواجه خواهند شد، مقامات از تغییر ناگهانی شخصیت لیو چی شگفت‌زده شدند و او ثابت کرد که یک حاکم توانمند است. امپراتور جینگ به شدت تحت تأثیر مادرش، امپراتریس دو، قرار داشت که به دلیل جایگاهش به عنوان مادر امپراتور و نفوذی که بر او داشت، به عنوان فردی قدرتمند و خطرناک در سیاست دربار شناخته می‌شد. حتی خود امپراتور هم از ناراحت کردن او، چه به دلیل وظیفه فرزندی و احترام و چه به دلایل دیگر، واهمه داشت. به دلیل نفوذ او، امپراتور جینگ تا حد زیادی سیاست پدرش را در مورد عدم مداخله در امور مردم و کاهش مالیات و سایر فشارها ادامه داد. در دوران حکومت جینگ، مالیات‌ها به نصف کاهش یافت و به یک سی‌ام محصول رسید. او سیاست کاهش مجازات‌های کیفری را ادامه داد و در سال ۱۵۶ پیش از میلاد، با توجه به اینکه لغو مجازات‌های بدنی مانند بریدن بینی و پاها توسط پدرش باعث افزایش مرگ و میر ناشی از شلاق شده بود، تعداد ضربات شلاقی که مجرمان دریافت می‌کردند را کاهش داد (او بعدها در سال ۱۴۴ پیش از میلاد دوباره این مجازات را کاهش داد). او همچنین سیاست پدرش در مورد معاهده‌های ازدواج (هچین) با شیونگ‌نو را ادامه داد که باعث شد از درگیری‌های بزرگ با همسایه شمالی جلوگیری شود.
یکی از مسائل فوری که امپراتور جینگ با آن مواجه شد، قدرت شاهزادگان خطوط فرعی خاندان امپراتوری بود. این شاهزادگان غالباً نیروی نظامی خود را تقویت می‌کردند و از فرمان‌های امپراتور سرپیچی می‌کردند. این مسئله در زمان امپراتور ون نیز وجود داشت، اما او اقدام قاطعی در این زمینه انجام نداد.
امپراتور جینگ در سال‌های اولیه سلطنت خود ولیعهدی تعیین نکرد، زیرا امپراتریس بو فرزندی نداشت. مادرش، امپراتریس بیوه دو، می‌خواست او برادر کوچکترش لیو وو، شاهزاده لیانگ، را به عنوان ولیعهد منصوب کند، اما به دلیل مخالفت مقامات این اتفاق نیفتاد. با این حال، لیو وو امتیازاتی دریافت کرد که به دیگر شاهزادگان داده نمی‌شد.

## شورش هفت ایالت
مسئله برخورد با شاهزادگان قدرتمند به زودی به جنگی تبدیل شد که بعدها به عنوان شورش هفت ایالت شناخته شد. امپراتور جینگ از قبل با عموزاده‌اش (که یک‌بار از خانواده سلطنتی حذف شده بود) لیو پی (劉濞)، شاهزاده ثروتمند قلمرو وو (شامل مناطق جنوب جیانگسو، شمال ژجیانگ، جنوب آنهویی و شمال جیانگشی امروزی) که دارای منابع طبیعی فراوانی از جمله مس و نمک بود، رابطه خصمانه داشت. در زمانی که امپراتور جینگ ولیعهد بود، وارث لیو پی، لیو شیان (劉賢)، در سفر رسمی به پایتخت چانگ‌آن بود. آن‌ها با هم بازی لیوبو، نوعی بازی تخته‌ای (که ارتباط زیادی با پیشگویی آینده داشت) انجام می‌دادند. در حین بازی، لیو شیان ولیعهد را ناراحت کرد و ولیعهد تخته چوبی را به سمت لیو شیان پرت کرد و او را کشت. لیو پی از این اتفاق کینه شدیدی نسبت به امپراتور جدید پیدا کرد.
چائو تسو به امپراتور جینگ توصیه کرد که با استفاده از بهانه‌هایی مانند تخلفاتی که شاهزادگان مرتکب شده بودند و در زمان امپراتور ون نادیده گرفته شده بود، اندازه قلمروهایشان را کاهش دهد تا تهدید کمتری ایجاد کنند. چائو حتی به امکان شورش وو و دیگر شاهزادگان اشاره کرد اما این اقدام را توجیه کرد و گفت که اگر قرار است شورش کنند، بهتر است زودتر این کار را انجام دهند تا زمانی که آماده‌تر شوند. بر اساس این نظریه، امپراتور جینگ در سال ۱۵۴ قبل از میلاد، یک فرمانداری از قلمروهای چو (در مناطق شمال جیانگسو و شمال آنهویی امروزی) و ژائو و شش شهرستان از قلمرو جیاوکسی جدا کرد و سپس دو فرمانداری را از وو جدا کرد.
وو واقعاً شورش کرد و با چو، جیاوکسی، ژائو و سه قلمرو کوچک‌تر دیگر، جیاودونگ، زیشوان و جینان متحد شد. دو قلمرو دیگر، چی و جیبئی که در ابتدا قصد پیوستن به شورش را داشتند، در آخرین لحظه منصرف شدند. وو همچنین از پادشاهی‌های مستقل دونگ‌او و مینیو درخواست کمک کرد. دونگ‌او نیروهایش را فرستاد اما مینیو کمک نکرد. ژائو نیز از شیونگ‌نو کمک خواست اما با اینکه شیونگ‌نو در ابتدا موافقت کرد، وارد جنگ نشد.
بر اساس دستورات امپراتور ون، امپراتور جینگ ژو یافو را به عنوان فرمانده نیروهای خود منصوب کرد تا با نیروهای شورشی وو و چو مقابله کند. اما او به زودی از خطر شکست ترسید و به پیشنهاد دشمن چائو تسو، یوان آنگ، چائو را اعدام کرد تا شاهزادگان شورشی را آرام کند، اما این کار نتیجه‌ای نداشت.
نیروهای وو و چو به شدت در حال حمله به قلمرو لیانگ (واقع در شرق هنان امروزی) بودند که شاهزاده لیو وو، شاهزاده لیانگ، برادر محبوب امپراتور جینگ بود. امپراتور جینگ به ژو دستور داد تا فوراً به لیانگ برود تا آن را نجات دهد. ژو از این کار امتناع کرد و استدلال کرد که استراتژی مناسب این است که ابتدا خطوط تأمین وو و چو را قطع کند و آن‌ها را از نظر منابع غذایی ضعیف کند. او به سمت شمال شرقی لیانگ حرکت کرد و به دور از نیروهای وو و چو خطوط تأمین آن‌ها را قطع کرد. این استراتژی مؤثر بود. وو و چو که نتوانستند لیانگ را سریعاً تصرف کنند و متوجه شدند که منابع آن‌ها در حال کاهش است، به سمت شمال شرق حرکت کردند تا به ژو حمله کنند. پس از آنکه نتوانستند پیروزی قاطعی بر ژو به دست آورند، نیروهای وو و چو از گرسنگی فروپاشیدند. لیو پی به دونگ‌های گریخت، اما در آنجا کشته شد و پادشاهی‌اش با هان صلح کرد. لیو وو، شاهزاده چو نیز خودکشی کرد. دیگر شاهزادگان درگیر نیز شکست خوردند.

## میانه سلطنت و بحران جانشینی
در سال ۱۵۳ قبل از میلاد، به دلیل اینکه امپراتریس بو فرزندی نداشت، امپراتور جینگ پسر ارشد خود، لیو رونگ (劉榮) را به عنوان ولیعهد معرفی کرد. این امر باعث شد که لیو رونگ مادرش، همسر لی (栗姬)، که یکی از محبوب‌ترین همسران امپراتور بود، فکر کند که به زودی به مقام امپراتریس خواهد رسید، به خصوص پس از آنکه امپراتریس بو در سال ۱۵۱ قبل از میلاد پس از مرگ امپراتریس بزرگ بو عزل شد. او از خواهر امپراتور جینگ، شاهزاده لیو پیائو، نفرت داشت، زیرا شاهزاده پیائو بارها برای برادرش زنان زیبایی به عنوان همسر هدیه داده بود که باعث حسادت همسر لی می‌شد. هنگامی که شاهزاده پیائو تلاش کرد این اختلاف را با پیشنهاد ازدواج دخترش چن جیاو با ولیعهد رونگ حل کند، همسر لی این پیشنهاد را رد کرد.
شاهزاده پیائو که متوجه شد در صورتی که همسر لی روزی به امپراتریس بزرگ تبدیل شود، وضعیت خطرناکی خواهد داشت، نقشه دیگری کشید. او دخترش چن جیاو را به عنوان همسر به لیو چه، پسر یکی دیگر از همسران محبوب امپراتور جینگ، وانگ ژی، که شاهزاده جیاودونگ بود، داد. سپس به‌طور مداوم همسر لی را به دلیل حسادت‌هایش مورد انتقاد قرار داد. او اشاره کرد که اگر همسر لی امپراتریس بزرگ شود، ممکن است بسیاری از همسران دیگر به سرنوشتی مانند همسر چی، محبوب امپراتور گائو، دچار شوند. همسر چی پس از مرگ امپراتور گائو توسط همسرش لُو ژی شکنجه و کشته شد. امپراتور جینگ در نهایت موافقت کرد و در سال ۱۵۰ قبل از میلاد ولیعهد رونگ را از مقامش عزل کرد. همسر لی در اثر عصبانیت درگذشت. در همان سال، همسر وانگ به مقام امپراتریس رسید و شاهزاده چه به عنوان ولیعهد معرفی شد.
ولیعهد رونگ از مجازات نجات نیافت. در سال ۱۴۸ قبل از میلاد، او به جرم تجاوز به محوطه معبد امپراتور ون، در حین ساخت دیوارهای کاخ خود، متهم شد. او زندانی شد و اجازه نیافت نامه‌ای به پدرش بنویسد. عموی بزرگش، دو یینگ (竇嬰، برادر یا پسرعموی امپراتریس بزرگ دو) به او قلمی داد که در آن چاقویی مخفی بود. ولیعهد رونگ با آن نامه‌ای نوشت و سپس خودکشی کرد.
در همان سال ۱۴۸ قبل از میلاد، حادثه بزرگی مربوط به یک وارث دیگر، شاهزاده وو از لیانگ نیز رخ داد. شاهزاده وو، به دلیل کمک‌هایش به پیروزی در شورش هفت ایالت، امتیازاتی مانند استفاده از مراسم و رنگ‌های سلطنتی دریافت کرده بود. اعضای خاندانش او را تشویق کردند که برای مقام ولیعهدی تلاش کند. این امر مورد حمایت امپراتریس بزرگ دو نیز قرار گرفت، اما وزیر یوان آنگ با این اقدام مخالف بود، زیرا معتقد بود این امر موجب بی‌ثباتی در جانشینی دودمان خواهد شد. هنگامی که شاهزاده وو درخواست کرد که بزرگراهی از پایتختش سویانگ به چانگ‌آن ساخته شود، یوان که نگران بود این بزرگراه ممکن است در صورت شورش لیانگ برای اهداف نظامی استفاده شود، با آن مخالفت کرد. شاهزاده وو او را به قتل رساند. امپراتور جینگ بسیار خشمگین شد و تعداد زیادی بازرس به لیانگ فرستاد تا توطئه‌گران را پیدا کنند. شاهزاده وو در نهایت آن‌ها را تسلیم کرد. امپراتور جینگ، با وجود اینکه نمی‌خواست مادرش را ناراحت کند و همچنان به برادرش علاقه داشت، شاهزاده وو را عفو کرد اما دیگر او را به عنوان وارث احتمالی در نظر نگرفت.

## سالهای پایانی سلطنت
پادشاهی پایانی امپراتور جینگ با حادثه‌ای همراه بود که به شدت مورد انتقاد قرار گرفت: مرگ ژو یا فو، که در پیروزی علیه شورش هفت ایالت نقش اساسی داشت. به عنوان نخست‌وزیر، ژو تقریباً همه شخصیت‌های قدرتمند اطراف امپراتور جینگ، به ویژه برادرش شاهزاده لیو وو و مادرش امپراتریس بزرگ دو را به خشم آورد، به‌خصوص به دلیل عدم اقدام برای نجات لیانگ در زمانی که این منطقه تحت محاصره نیروهای مشترک وو و چو بود. همچنین همسرش امپراتریس وانگ و برادرش وانگ شین (王信) نیز از این قضیه دلخور بودند؛ زیرا امپراتور جینگ می‌خواست برادرش را به مقام مارک‌دار منصوب کند اما ژو با این پیشنهاد مخالفت کرد.
تا سال ۱۴۳ قبل از میلاد، ژو در حال بازنشستگی بود و پسرش، به‌دلیل پیش‌بینی مرگش، زره و سلاح‌های بازنشسته را از انبار سلطنتی خرید تا به عنوان تزئینات تدفینی استفاده کند. پسر ژو از پرداخت هزینه کارگران تحویل‌دهنده خودداری کرد و کارگران تحویل‌دهنده در تلافی، خانواده ژو را به خیانت متهم کردند. امپراتور جینگ دستور دستگیری و بازجویی از ژو یا فو را صادر کرد و بازجو وقتی از ژو شنید که زره و سلاح‌ها برای مقاصد تدفینی هستند، او را به خیانت «زیرزمینی» متهم کرد؛ به این معنا که او آماده بود پس از مرگش به ارواح امپراتورها خیانت کند. در نهایت، ژو در زندان خودکشی کرد.
امپراتور جینگ در سال ۱۴۱ قبل از میلاد درگذشت و در مقبره هان یانگ لینگ در چانگ‌آن به خاک سپرده شد. ولیعهد چه (به عنوان امپراتور وو) جانشین او شد.

## میراث امپراتور جینگ
سلطنت او، به همراه پدرش امپراتور ون، که به عنوان «حکومت ون و جینگ» شناخته می‌شود، یکی از دوران‌های طلایی تاریخ چین به‌شمار می‌رود. با این حال، از اعمال او نیز مشخص است که او از گرمی و گشودگی پدرش برخوردار نبود و به بسیاری از جهات، سلطنتش با توطئه‌های سیاسی و خیانت همراه بود. این سردی به دایره نزدیکان جینگ نیز تسری پیدا کرد؛ دربارهٔ رابطه‌اش با نگهبانان دربار، ژو ون‌رن، گفته شده که «امپراتور او را بیشتر از بسیاری از مردم دوست داشت، اما نه به اندازه‌ای که دیگر امپراتورها مردان مورد علاقه خود را دوست داشتند.»
امپراتور جینگ همچنین به ترویج مطالعه متون تائوئیسم اعتبار داده می‌شود، زیرا در دوران سلطنتش، تائو ته‌چینگ را به عنوان یک کلاسیک چینی به رسمیت شناخت.
در سال ۲۰۱۶، کشف قدیمی‌ترین آثار چای شناخته‌شده تا به امروز از مقبره امپراتور جینگ در شی‌آن اعلام شد که نشان می‌دهد امپراتورهای سلسله هان چای را از اوایل قرن دوم قبل از میلاد می‌نوشیدند.